# ك. س. وو
ك. س. وو (بالإنجليزية: K. C. Wu)‏ هو مؤرخ أمريكي، ولد في 21 أكتوبر 1903 في سلالة تشينغ الحاكمة، وتوفي في 6 يونيو 1984 في سافانا في الولايات المتحدة.

## وصلات خارجية
- ك. س. وو على موقع مونزينجر (الألمانية)